# كأس إسكتلندا 1904–05
كأس اسكتلندا 1904–05 (بالإنجليزية: 1904–05 Scottish Cup)‏ هو موسم من كأس اسكتلندا. فاز فيه نادي لانارك الثالث.